# أوفيميا (إيفي) إليانور بيكر
كانت أوفيميا إليانور بيكر (المعروفة أيضًا باسم إيفي بيكر ) (1880م–1968م) مصورةً أستراليةً ومن أتباع ومُبلّغةً للعقيدة البهائية. في البداية التقطت صورًا للأزهار البرية الأسترالية ونشرتها في شكل كتيبٍ. لاحقًا، بعد أن أصبحت من أتباع الديانة البهائية في عام 1922م، التقطت صورًا للآثار البهائية في أستراليا ونيوزيلندا والعراق وبلاد فارس، والتي تم تضمين بعضها في ترجمة شوقي أفندي لكتاب مطالع الأنوار. وأصبحت واحدةً من المصورين البارزين في الديانة البهائية.

## النشأة والتعليم
وُلدت أوفيميا إليانور (إيفي) بيكر في 25 مارس 1880م في جولدسبورو، فيكتوريا. كان والدها جون بيكر، عامل منجمٍ، وكانت والدتها مارغريت، ني سميث؛ الكبرى بين أطفالهم الأحد عشر. عندما انتقلت إيفي في عام 1886م إلى بالارات لتعيش مع أجدادها، غرس جدّها هنري إيفانز بيكر، الذي عمل كأول مشرفٍ في مرصد بالارات، اهتمامها العميق بالأدوات العلمية والتفكير الإبداعي ومراحل التطور. ثم اهتمّت بشدةٍ باكتساب المعرفة في مجال التصوير العلمي.
درست إيفي في مدرسة كلارندون، ومدرسة ماونت بليزانت الحكومية، وكلية جرينفيل. ثم درست في مدرسة بالارات إيست للفنون، ثم اكتسبت المعرفة حول الألوان والتركيبات في مدرسة معرض بالارات للفنون الجميلة تحت إشراف بي إم كارو سميث. في عام 1892م، تعلّمت أيضًا العزف على البيانو على يد إدغار نيكولا Edgar Nicolas، عازف البيانو الشهير، وقدّمت عروضًا على البيانو في Royal South Street Eisteddfod، وفازت أيضًا بجوائز.

## مصورة فوتوغرافية
في عام 1898م، طورت إيفي اهتمامها بالتصوير الفوتوغرافي في بيرث ثم في بالارات عام 1899م؛ بدأت في التقاط الصور بكاميرا ربعية أعطتها لها عمتها فيمي (أخت هنري بيكر). في البداية، قامت بإعداد ألبوماتٍ من هذه الصور وقدّمتها إلى والديها. في عام 1900م، انتقلت إلى بلاك روك، ملبورن، وعاشت مع عمتها الكبرى أوفيميا، التي كانت مديرة مدرسةٍ والتي أثّر نجاحها عليها. في عام 1914م، نشرت كتيبًا عن الزهور البرية الأسترالية يحتوي على سبع صورٍ فوتوغرافيةٍ ملونةٍ يدويًا التقطتها بنفسها. أعيد نشر هذا الكتيب في الأعوام 1917م و1921م و1922م. كما أنها صنعت وباعت الألعاب الخشبية الفاخرة، وصنعت بيوت الدمى للأعمال الخيرية، ورسمت الزهور الأسترالية بالألوان المائية.

## اعتناقها البهائية
في عام 1922م، ظهر تحولٌ كبيرٌ في عقيدتها الدينية عندما التقت بكلارا دن وجون هنري هايد دن، اللذان كانا يتحدثان عن العقيدة البهائية التي تأسست على يد بهاءالله في بلاد فارس خلال القرن التاسع عشر. حضرت إيفي محاضرتهما عن العقيدة البهائية في ملبورن مع صديقتها روبي بيفر. تأثّرت بشدةٍ بتعاليم هذا الدين لدرجة أنها أصبحت بهائيةً في عام 1922م. وكانت أول امرأةٍ اعتنقت هذا الدين في أستراليا.

## توثيق المعالم البهائية

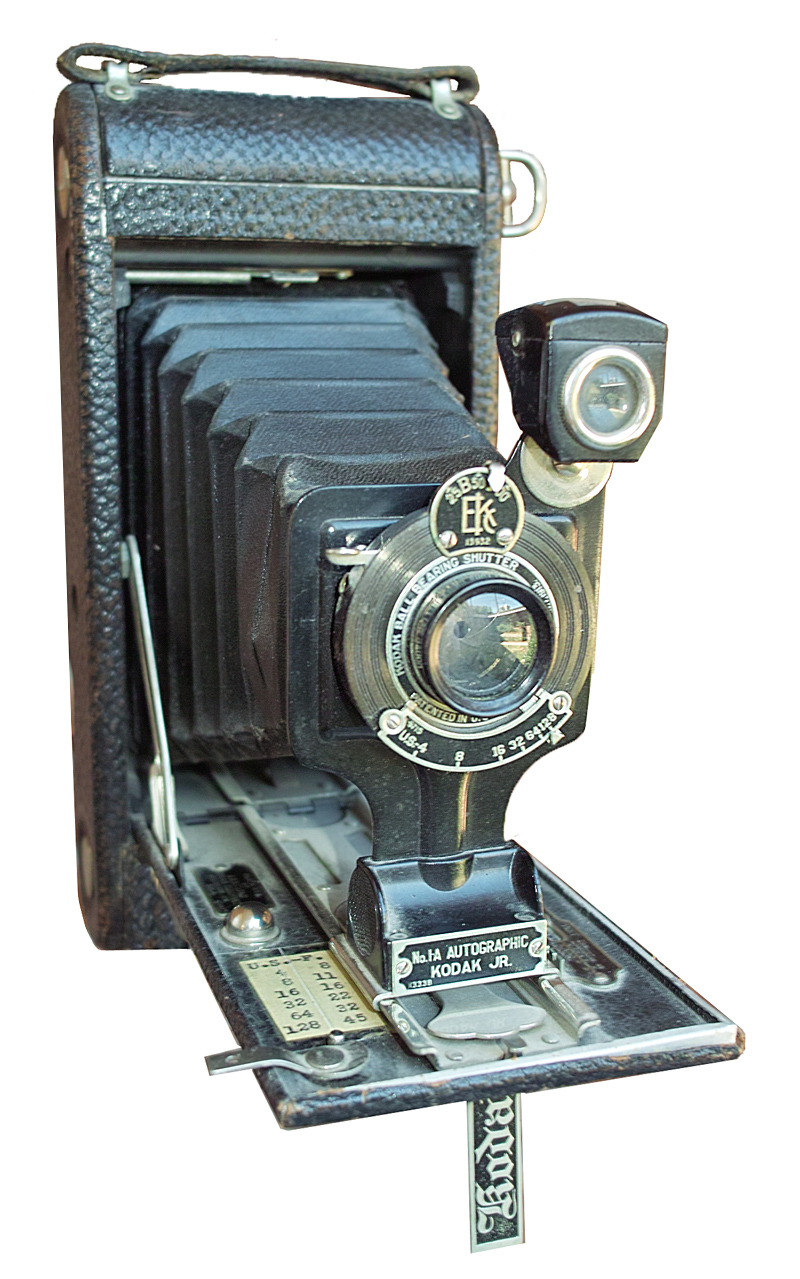
Kodak 1A- Autograph (Kodak Junior)، نوع من الكاميرات التي استخدمتها إيفي بيكر عندما كانت في حيفا.

في عام 1923م، سافرت إيفي بيكر إلى تسمانيا وأستراليا الغربية ونيوزيلندا برفقة مارثا روت، وهي مبلغةٌ بهائيةٌ ومتحدثةٌ بالإسبرانتية. عندما أرادت زيارة الأماكن المقدسة البهائية في حيفا في فلسطين، عانت من التسمم بالرصاص بسبب لعق فرشاة الرسم الخاصة بها. ومع ذلك، واصلت أداء فريضة الحج في يناير 1925م، على أمل أن تعالجها الرحلة البحرية. بعد الحج عاشت في إنجلترا لمدة ستة أشهرٍ. ثم قبلت دعوةً من شوقي أفندي ، الوصيّ على الديانة البهائية، للعيش في حيفا، كمضيفةً لنُزُلٍ جديدٍ مخصصٍ للحجاج البهائيين من الدول الغربية. أثناء عملها هناك، كوّنت العديد من الصداقات. أحبّ شوقي أفندي أعمالها الفوتوغرافية، وأدرجت الصور التي التقطتها للحدائق البهائية الأثرية على جبل الكرمل وغيرها في الكتاب السنوي البهائي.
في عام 1930م، بناءً على طلب شوقي أفندي، قامت إيفي بيكر بجولةٍ إلى بلاد فارس، متخفيةً مرتديةً في الغالب الشادور الأسود، لالتقاط صورٍ عن الأماكن التابعة لأصول الديانتين البابية والبهائية. كان السفر إلى الشرق الأوسط في ذلك الوقت محفوفًا بالمخاطر بالنسبة للنساء، وكان البهائيون عرضةً للاضطهاد في إيران. في ظلّ هذه الظروف سافرت إيفي لمدة 8 أشهرٍ بين عامي 1930م و1931م، والتقطت ألف صورةٍ لمواقع ومعالم تتعلق بتاريخ الدين البهائي، على الرغم من نقص المرافق والمواد الفوتوغرافية. وقد تمّ نشر 400 من هذه الصور. لقد طوّرت الأفلام تحت ضوء القمر وتأكدت من أن كل صورةٍ كانت جيدةً قبل مغادرة ذلك الموقع. بعد هذه الجولة عادت إلى حيفا. وأدرج شوقي أفندي بعض الصور التي التقطتها في كتابه "مطالع الأنوار" (1932)، وهو ترجمةٌ لكتاب نبيل الأعظم عن أصول الدين البابي والبهائي.

## العودة إلى أستراليا وحياتها اللاحقة
في فبراير 1936م، عادت بيكر إلى جولدسبورو وعاشت مع والدتها ثم مع أختها منذ عام 1945م. في عام 1963م، انتقلت إلى شقةٍ صغيرةٍ في بادينغتون في سيدني، حيث كان المقرّ المركزي البهائي آنذاك. عملت في المقر البهائي كمضيفةٍ وكانت مسؤولةً عن بالأرشيف.
توفيت إيفي بيكر في 1 يناير 1968م في ويفرلي. أُقيمت لها جنازةٌ بهائيةٌ ودُفنت في مقبرة منى فالي في 4 يناير. حظي مراسم الدفن بحضورٍ جيدٍ، ولا سيما من قبل أتباع الديانة البهائية الذين أتوا من مدرسة يرينبول الصيفية.

## روابط خارجية
- القاموس الأسترالي للسيرة الذاتية Australian Dictionary of Biography